# Karbonatisering

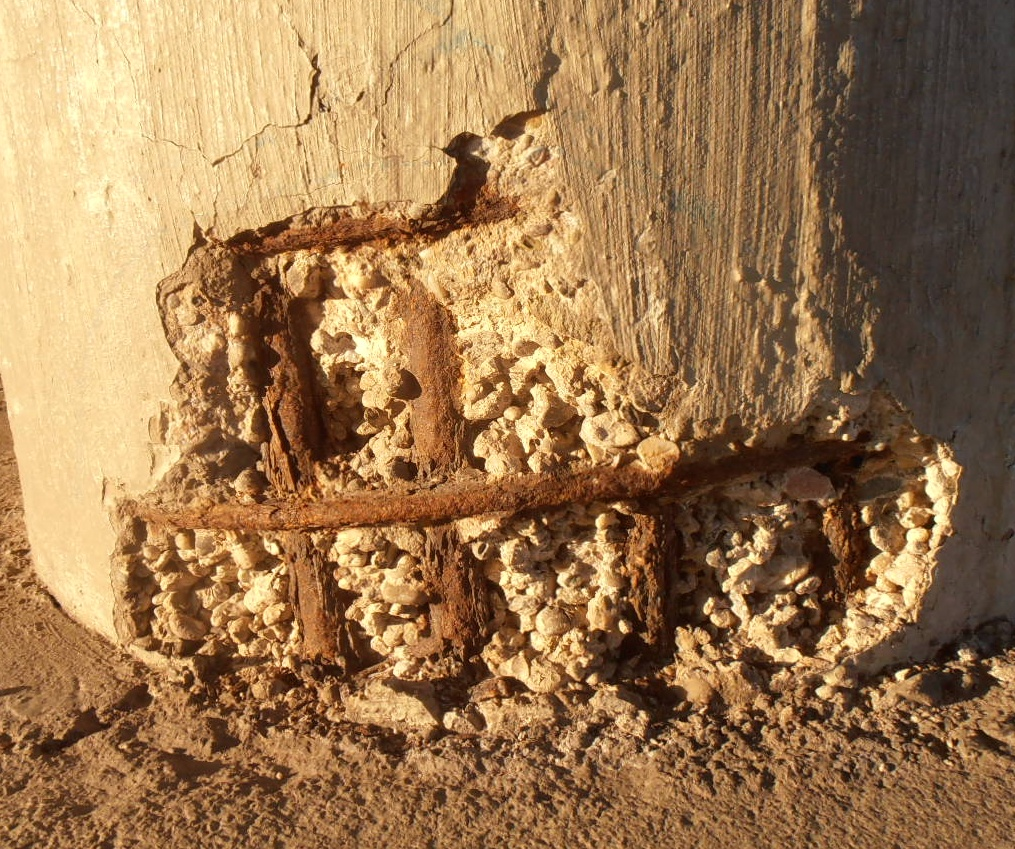
Skador på en bropelare orsakade av karbonatisering.

Karbonatisering innebär att koldioxid från luften reagerar med  kalciumhydroxid i härdad betong vilket sänker pH-värdet och kan få armeringen att korrodera.
Karbonatisering kan lättast förhindras genom att gjuta med en tät betong eller så kallat lågt Vct. Betong är ett kapillärt material och porerna blir mindre när man har ett lågt vct. Om man har en tät betong så är risken mindre att koldioxid tränger ner till armeringen.
Impregnering av betong kan stoppa eller förhindra en pågående karbonatisering.